# Syberia (Bojano)
Syberia – część wsi Bojano w Polsce, położona w województwie pomorskim, w powiecie wejherowskim, w gminie Szemud.
W latach 1975–1998 Syberia administracyjnie należała do województwa gdańskiego.